# Pieterburen
Pieterburen és un poblet del nord-est dels Països Baixos que forma part del municipi de Het Hogeland, a la Província de Groningen. Al seu territori s'hi troba el Centre de Foques de Pieterburen. Un sender de llarg recorregut, conegut com a Pieterpad, comença a Pieterburen i arriba fins a Sint Pieter, a l'extrem meridional dels Països Baixos. Cap a finals del segle xiv és esmentat per primera vegada en referència als «parroquians de Sant Pere [Sint Pieter] a la nova terra». A mitjans del segle següent, el 1448, hi ha la primera menció de l'església del poble. Basant-se en el cens del 2019, té 435 habitants. Recreativament, és un punt de partida habitual per als wadlopers. Originalment formava part del municipi de De Marne, però el 2019 aquest fou fusionat amb Bedum, Eemsmond i Winsum per crear Het Hogeland.